# Gianfranco Ghirlanda
Gianfranco Ghirlanda S.J. (Rim, 5. srpnja 1942.) talijanski je katolički prelat i predavač na Papinskom sveučilištu Gregoriana, gdje je predavao od 1975., služio je kao dekan Fakulteta kanonskog prava od 1995. do 2004. i bio je rektor od 2004. do 2010. godine. Pripadnik je isusovačkog reda.
Papa Franjo ga je proglasio kardinalom 27. kolovoza 2022. godine. Dana 19. lipnja 2023. Ghirlanda je proglašen zaštitnikom Suverenog malteškog vojnog reda.
Papa Franjo ga je 27. kolovoza 2022. proglasio kardinalom đakonom dodijelivši mu kao naslovnu crkvu Il Gesù. Dobio je oslobođenje od zahtjeva da samo biskupi mogu postati kardinali.